# ریکاردو گاگنو
ریکاردو گاگنو (انگلیسی: Riccardo Gagno؛ زادهٔ ۲۶ ژوئیهٔ ۱۹۹۷) بازیکن فوتبال است.
از باشگاه‌هایی که در آن بازی کرده‌است می‌توان به باشگاه فوتبال برشا اشاره کرد.